# شمعون شامير
شمعون شامير (بالعبرية: שמעון שמיר) ـ (ولد في رومانيا سنة 1933) هو أستاذ جامعي ودبلوماسي إسرائيلي سابق. كان سفيرًا لإسرائيل في مصر بين عامي 1988 و1991.

## حياته
ولد شامير في مدينة ساتو ماري الرومانية سنة 1933، ثم هاجر مع أسرته سنة 1940 إلى فلسطين، التي كانت آنذاك تحت الانتداب البريطاني. التحق بالجامعة العبرية، ثم بجامعة برنستون الأمريكية.
في سنة 1988، عُين شامير سفيرًا لإسرائيل في مصر، غير أنه ترك منصبه سنة 1991 لخلافه مع حكومة إسحاق شامير، التي كانت قد تولت السلطة حديثًا، وتفرغ للتدريس بجامعة تل أبيب. وفي سنة 1995 صار شامير أول سفير لإسرائيل في المملكة الأردنية، وظل في منصبه هذا حتى سنة 1997، ثم عاد إلى التدريس بجامعة تل أبيب.